# 164518 Patoche
164518 Patoche este o planetă minoră (asteroid) din centura de asteroizi. A fost descoperită pe 19 aprilie 2006 la Saint-Sulpice de Bernard Christophe⁠(d). 
Obiectul prezintă o orbită caracterizată de o semiaxă mare de 2,7026116046896 UAi, o excentricitate de 0,12, o înclinație de 1,9 ° în raport cu ecliptica.